# Янкович, Владимир (математик)
Владимир (Влада) Янкович (серб. Владимир Јанковић, родился 4 мая 1951 года в Белграде) — югославский и сербский математик, профессор математического факультета Белградского университета.

## Биография

### Ранние годы
Родился 4 мая 1951 года в Белграде. Отец — профессор ветеринарного факультета Белградского университета, преподавал анатомию. Мать по образованию — экономист. Окончил основную школу и белградскую математическую гимназию (в неё перевёлся после 7-го класса школы). Влада неоднократно участвовал в соревнованиях по математике, занимая призовые места: так, он дважды завоёвывал серебряную медаль на XI и XII Международных математических олимпиадах. Благодаря своим успехам он был освобождён от вступительных экзаменов.

### Образование
Влада Янкович поступил в Белградский университет в 1970 году на естественно-математический факультет в математическую группу, где слушал лекции таких преподавателей, как Воин Дайович («Математический анализ») и Слободан Альянчич («Анализ III»). На 4-м курсе Влада начал писать курсовую работу по геометрии, посвящённую выпуклым и вогнутым объектам, курс по которым у него вёл Бран Миркович. Научным руководителем был Слободан Дайович, сын Воина Дайовича. 2 июля 1974 года Янкович окончил Белградский университет со средним баллом 9,94. В июне 1977 года он окончил магистратуру математической группы того же факультета, защитив работу «Свойства выпуклых множеств и задачи оптимального управления».

### Стажировка в Москве
1 октября 1981 года Янкович поступил на стажировку на механико-математический факультет МГУ. Проходил стажировку на кафедре общих проблем управления у В. М. Тихомирова, спецсеминар по геометрии которого и слушал. Также он прослушал курс вариационного исчисления у А. А. Милютина. Тихомиров был научным руководителем Янковича, и в январе 1984 года защитил докторскую диссертацию на тему «Приложение вариационного исчисления и оптимального управления». В декабре 1989 года провёл 16 дней в рамках ознакомительного визита в Москве. Ещё в конце 2002 года Янкович побывал в Москве как гость механико-математического факультета и факультета педагогического образования, обсуждая договор о сотрудничестве МГУ и Белградского университета.

### Преподавательская деятельность
С сентября 1974 года Янкович преподавал в Математической гимназии Белграда и работал ассистентом на естественно-математическим факультете Белградского университета. В 1976 году начал преподавать математический анализ, в 1979 году получил титул старшего преподавателя, в 1985 году — доцента, в 2003 — профессора. Вёл дисциплины «Математический анализ», «Основы геометрии», «Линейная алгебра» и «Математика», читал курсы «Вариационное исчисление и оптимальное управление», также преподавал «Комплексный анализ» и «Математическое программирование» студентам кафедры теории вероятности и статистики, а также читал лекции по матанализу и математике студентам факультета физической химии. Вёл специальные курсы «Линейные проблемы оптимального управления» и «Принцип максимум Понтрягина». В магистратуре вёл «Теорию экстремальных задач» студентам отделения численной математики и оптимизации. В 2004 году временно исполнял обязанности декана факультета математики.

### Общественная деятельность
Янкович известен и как организатор различных югославских школьных и университетских олимпиад, долгое время входил в Союзную комиссию юных математиков. В 1977 году возглавлял апелляционное жюри на XIX Международной математической Олимпиаде, проходившей в Югославии, также возглавлял делегацию СФРЮ на международных турнирах. В 1998 году стараниями Янковича как деятеля клуба юных математиков «Архимед» Белград стал участником Международного математического турнира городов.
Янкович работал в редакции журнала «Материалы юным математикам», который издаётся Обществом математиков Сербии. Является членом редакции журнала «The Teaching of Mathematics» для педагогов и информационного журнала «Tangenta» для школьников.

### Семья
Супруга — Слободанка (Боба) Янкович, также окончила естественно-математический факультет Белградского университета. В настоящее время преподаёт на математическом факультете и также занимает пост научного советника математического института Сербской академии наук и искусств. С супругой Влада познакомился в Москве. Русский язык Влада выучил ещё в Югославии, изучая его у филолога Всеволода Тумина.